# François Chesnais
François Chesnais (Montreal, 22 de gener de 1934 - París, 29 d'octubre de 2022) va ser un economista trotskista francès.

## Trajectòria
Chesnais va néixer a Montreal el 22 de gener de 1934. Va ser membre del Consell científic d'ATTAC-França, autor de diversos llibres i nombrosos articles sobre Ciències econòmiques i fundador de la revista marxista Carré Rouge.
Primer, va formar part del grup de Cornelius Castoriadis que va publicar la revista Socialisme ou barbarie. Després va fer campanya activa dins del partit trotskista Organització Comunista Internacional (en aquell moment, Partit Comunista Internacionalista), així com en el grup de Stéphane Just Combattre pour le socialisme - Comité pour la construction du Parti ouvrier révolutionnaire. També va militar des de l'any 2009 com a fundador del Nou Partit Anticapitalista. El 29 d'octubre de 2022 va morir en un hospital de París, a l'edat de 88 anys.

## Publicacions
- «Marx's Crisis Theory Today» a Christopher Freeman ed. Design, Innovation and Long Cycles in Economic Development, Londres: Frances Pinter, 1984, 2a edició
- The globalization of capital, París: Syros Editions, 1994 (1a edició) i 1997 (edició revisada)
- Actualiser l'économie de Marx, París: Presses Universitaires de France, Actuel Marx Confrontation, 1995
- La mondialisation financière: genèse, coûts et enjeux (director de publicació i dos capítols), París: Syros, Collection Alternatives économiques, 1996
- Tobin or not Tobin: une taxe internationale sur le capital, L'Esprit frappeur, 1999
- «Mondialisation: le capital rentier aux commandes» a Les Temps Modernes, núm. 607, gener-febrer 2000.
- Que se vayan todos! Le peuple argentin se soulève amb Jean-Philippe Divès, París: Éditions Nautilus, 2002.
- Mondialisation et impérialisme amb Odile Castel, François Chesnais, Gérard Dumesnil i altres, París: Éditions Syllepse, 2003
- La finance mondialisée: racines sociales et politiques, configuration, conséquences (director), La Découverte, 2004
- Les dettes illégitimes - Quand les banques font main basse sur les politiques publiques, París: Éditions Raisons d'Agir, juny 2011. ISBN 978-2-912107-60-2
- Finance Capital Today: Corporations and Banks in the Lasting Global Slump, Brill: Leiden & Boston, 2016; Chicago: Haymarket Books, 2017